# 伊勢町 (横浜市)
伊勢町（いせちょう）は、神奈川県横浜市西区の町名。現行行政地名は伊勢町1丁目から伊勢町3丁目（字丁目）。住居表示未実施区域。

## 地理
西区の中南部に位置し、東に戸部町、西と南に西戸部町、南西に中区赤門町、北に中央、北東に御所山町と接している。

## 歴史

### 沿革
- 1872年（明治5年）に成立。近隣にある伊勢山皇大神宮に因んで命名された。
- 1889年（明治22年）4月1日 - 横浜市市制施行により、横浜市伊勢町となる[6]。
- 1927年（昭和2年）10月1日 - 中区区制施行により、横浜市中区伊勢町となる[7]。
- 1928年（昭和3年）9月1日 - 西戸部町の一部を編入、伊勢町の一部を紅葉ケ丘へ編入、戸部町との境界の調整[8]。
- 1944年（昭和19年）4月1日 - 西区区制施行により、横浜市西区伊勢町となる[9]。
- 1966年（昭和41年）5月1日 - 伊勢町の一部を中央一丁目へ編入[10]。

## 世帯数と人口
2025年（令和7年）6月30日現在（横浜市発表）の世帯数と人口は以下の通りである。
| 丁目        | 世帯数    | 人口    |
| ----------- | --------- | ------- |
| 伊勢町1丁目 | 458世帯   | 765人   |
| 伊勢町2丁目 | 308世帯   | 505人   |
| 伊勢町3丁目 | 731世帯   | 1,586人 |
| 計          | 1,497世帯 | 2,856人 |

### 人口の変遷
国勢調査による人口の推移。
| 年                 | 人口  |
| ------------------ | ----- |
| 1995年（平成7年）  | 2,402 |
| 2000年（平成12年） | 2,181 |
| 2005年（平成17年） | 1,819 |
| 2010年（平成22年） | 1,965 |
| 2015年（平成27年） | 1,683 |
| 2020年（令和2年）  | 2,782 |

### 世帯数の変遷
国勢調査による世帯数の推移。
| 年                 | 世帯数 |
| ------------------ | ------ |
| 1995年（平成7年）  | 921    |
| 2000年（平成12年） | 902    |
| 2005年（平成17年） | 865    |
| 2010年（平成22年） | 986    |
| 2015年（平成27年） | 894    |
| 2020年（令和2年）  | 1,391  |

## 学区
市立小・中学校に通う場合、学区は以下の通りとなる（2024年11月時点）。
| 丁目        | 番地                      | 小学校             | 中学校             |
| ----------- | ------------------------- | ------------------ | ------------------ |
| 伊勢町1丁目 | 全域                      | 横浜市立戸部小学校 | 横浜市立老松中学校 |
| 伊勢町2丁目 | 全域                      | 横浜市立戸部小学校 | 横浜市立老松中学校 |
| 伊勢町3丁目 | 128〜132番地 141〜148番地 | 横浜市立戸部小学校 | 横浜市立老松中学校 |
| 伊勢町3丁目 | 118〜127番地 133〜140番地 | 横浜市立西前小学校 | 横浜市立西中学校   |

## 事業所
2021年現在の経済センサス調査による事業所数と従業員数は以下の通りである。
| 丁目        | 事業所数 | 従業員数 |
| ----------- | -------- | -------- |
| 伊勢町1丁目 | 36事業所 | 226人    |
| 伊勢町2丁目 | 20事業所 | 118人    |
| 伊勢町3丁目 | 23事業所 | 345人    |
| 計          | 79事業所 | 689人    |

### 事業者数の変遷
経済センサスによる事業所数の推移。
| 年                 | 事業者数 |
| ------------------ | -------- |
| 2016年（平成28年） | 85       |
| 2021年（令和3年）  | 79       |

### 従業員数の変遷
経済センサスによる従業員数の推移。
| 年                 | 従業員数 |
| ------------------ | -------- |
| 2016年（平成28年） | 881      |
| 2021年（令和3年）  | 689      |

## 施設
- 横浜市立戸部小学校
- 戸部警察署 伊勢町交番

## その他

### 日本郵便
- 郵便番号：220-0045[3]（集配局：神奈川郵便局[20]）

### 警察
町内の警察の管轄区域は以下の通りである。
| 丁目        | 番・番地等 | 警察署     | 交番・駐在所 |
| ----------- | ---------- | ---------- | ------------ |
| 伊勢町1丁目 | 全域       | 戸部警察署 | 伊勢町交番   |
| 伊勢町2丁目 | 全域       | 戸部警察署 | 伊勢町交番   |
| 伊勢町3丁目 | 全域       | 戸部警察署 | 伊勢町交番   |